# Zhat
Zhat (Жат) é um filme cazaquistanês de 2015, do gênero drama, dirigido por Ermek Tursunov.
O filme foi escolhido para representar o Cazaquistão na competição de Oscar de melhor filme estrangeiro da edição de 2016.

## Elenco
- Roza Hairullina
- Mikhail Karpov
- Erzhan Nurymbet